# アナドリ
アナドリ（穴鳥、Bulweria bulwerii） は、ミズナギドリ目ミズナギドリ科に分類される鳥類。アナドリ属の模式種。

## 分布
インド洋、大西洋、太平洋
夏季にアゾレス諸島、ハワイ諸島、マルキーズ諸島で繁殖する。日本では硫黄列島や小笠原諸島、仲の神島、ハンミャ島、枇榔島(繁殖地の北限)で繁殖する。

## 形態
全長26-28cm。翼開張61-73cm。体重0.1kg。尾羽はやや長い楔形。全身は黒褐色の羽毛で被われる。大雨覆上面の色彩は淡褐色で、飛翔時に帯状（翼帯）に見える。
嘴の色彩は黒い。後肢の色彩はピンク色。

## 生態
海洋に生息する。繁殖期は昼間は海上で過ごし、夜間に上陸する。
食性は動物食で、魚類、甲殻類、軟体動物などを食べる。夜間に水面に浮かんできた獲物を捕らえる。

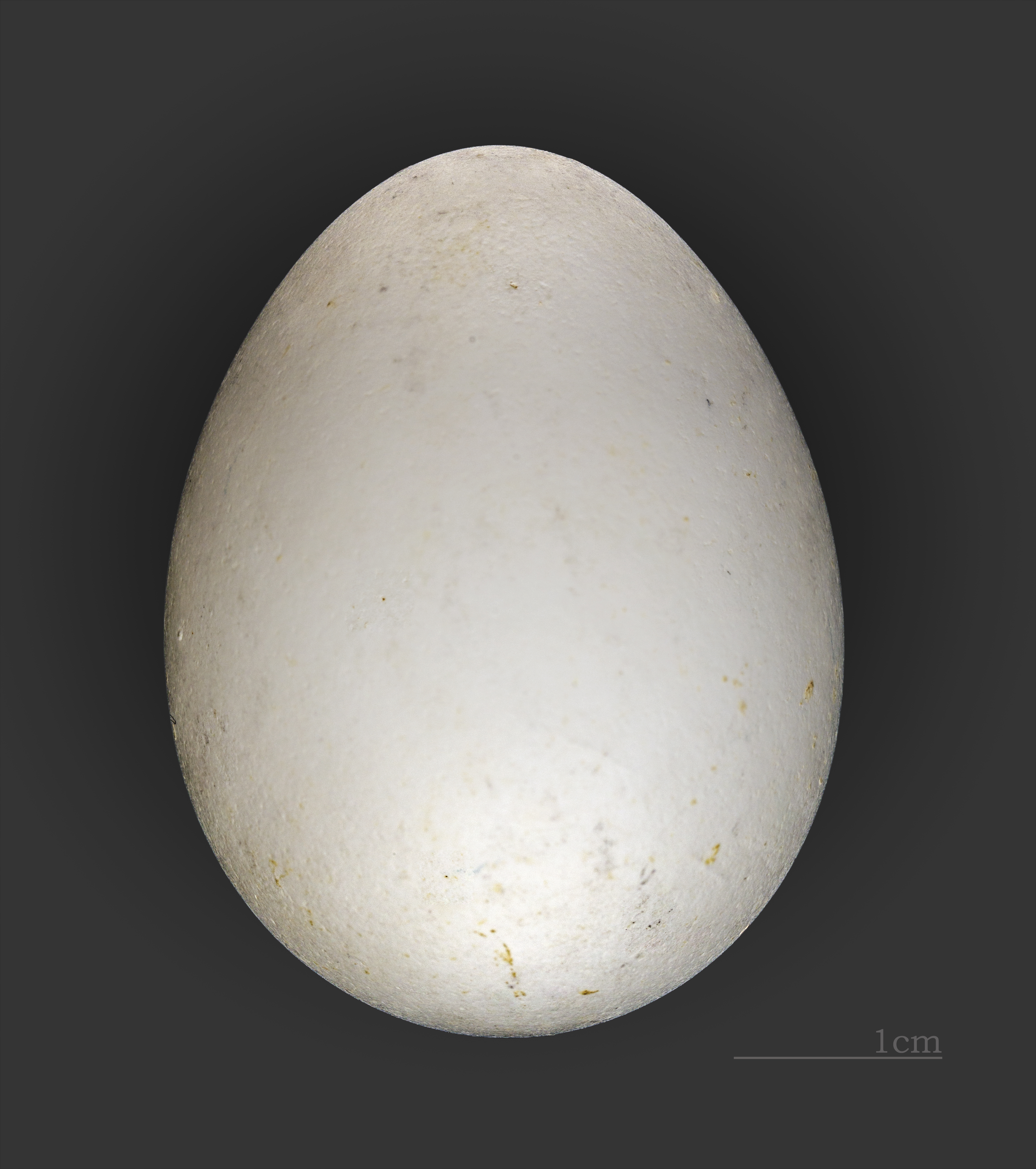
アナドリBulweria bulwerii

繁殖形態は卵生。岩の隙間や斜面に掘った穴、他種の古巣に1回に1個の卵を産む。雌雄交代で抱卵し、抱卵期間は44-47日。雛は孵化してから2か月で巣立つ。